# Храм Святого Владимира (Михайлов Погост)
Храм Святого Равноапостольного Князя Владимира — приходской православный храм в селе Михайлов Погост Локнянского района Псковской области. Относится к Новоржевскому благочинию Великолукской епархии Русской православной церкви.

## История
Несмотря на свои небольшие размеры, село Михайлов Погост имеет давнюю многовековую историю. Впервые село упоминается в Псковских летописях под 1392 годом, как место строительства крестьянином Михаилом деревянной церкви на месте явления иконы Успения Божией Матери.
Согласно клировой ведомости 1861 года, в Михайловом погосте было три церкви: первая — Успенская, построена в 1392 году, вторая, придельная, во имя Иоанна Предтечи — в 1780 году, третья — во имя святого Нила Столбенского, построена в 1844 году на церковное иждивение «попечением церковного старосты, великолукского 3 гильдии купца Егора Васильевича Пугачева».
К середине XIX века село Михайлов Погост вместе с соседним селом Старые Липы входило в состав имения Гора, которое на протяжении двух предыдущих столетий принадлежало роду дворян Алексеевых.
В 1860 году умирает тогдашний владелец имения, отставной корнет Владимир Григорьевич Алексеев, после чего Гора была унаследована его супругой, Марией Ивановной.
Помещица Алексеева была глубоко набожной, но это не мешало ей жестоко относиться к окружавшим её людям. Она считала, что земные грехи можно отмолить или смягчить какими-либо благородным делом.
Церковь во имя равноапостольного князя Владимира была построена в 1862 году «землевладелицей Марией Ивановной Алексеевой на собственные средства над прахом мужа, титулярного советника Владимира Григорьевича Алексеева и для надгробия в нижних этажах всего рода её».
К возведению храма подошли со всей ответственностью. Строить решено было только из кирпича самого высокого качества. Для этих целей в имении Гора, в селе Старые Липы, была организована собственная мастерская по изготовлению и обжигу кирпича. По рассказам старожилов, местные крестьяне, желавшие внести свой вклад в возведение храма, выстроились в живую цепочку между Старыми Липами и Михайловым Погостом и доставляли кирпич на строительство, передавая его из рук в руки.
Церковь пятиглавая, трёхапсидная, с трёхъярусной колокольней. Имела один престол, освященный во имя Святого и Равноапостольного князя Владимира. На колокольне висело семь колоколов, самый большой из которых весил 102 пуда 30 фунтов.
Все колокола имели на себе разъяснительные надписи: «Во славу Господа Бога Триединого и его рабов Марии, Владимира и чад», «Во славу Господа Триединого приложение строительницы церкви Святого князя Владимира в 1862 году был отлит сей колокол в городе Санкт-Петербурге на заводе купца Михаила Стуколкина», «Благодарной супругой на прах мужа своего воздвигнотую» и некоторые другие.
В 1889 году помещица Алексеева завещала Владимирскому храму неприкосновенный капитал, который составлял десять тысяч рублей, а проценты с этой денежной суммы положено было пустить на содержание, а также ремонтно-восстановительные работы храма; к тому же, Алексеева предусмотрела, чтобы средства шли и в пользу прихожан, а также причта для цели проведения богослужений.
В советское время храм продолжал действовать вплоть до начала 1940-х годов и от дальнейшего разрушения уцелел только по чудесной случайности. После освобождения в 1943—1944 годах данной местности от немецких оккупантов в подклете здания была размещена пекарня. В последние советские десятилетия, до недавнего времени, церковь была использована под склад местным колхозом «Рабочий путь».

## Духовенство
Несмотря на свои значительные размеры, церковь Князя Владимира носила статус приписной к более старой церкви Успения Пресвятой Богородицы. Все богослужения в ней проводились священниками Успенской церкви.
- Протоиерей Иоанн Иоаннович Красногородский. Служил в 1877—1880 годах
- Дьякон Александр Соловьев. Служил в 1897—1900 годах[5].